# Dartang (häradshuvudort i Kina, Tibet Autonomous Region, lat 31,93, long 94,00)
Dartang (kinesiska: Da’ertang, 达尔塘, Baqing Xian, 巴青县) är en häradshuvudort i Kina. Den ligger i den autonoma regionen Tibet, i den sydvästra delen av landet, omkring 370 kilometer nordost om regionhuvudstaden Lhasa. Antalet invånare är 48 284. Befolkningen består av 21 122 kvinnor och 27 162 män. Barn under 15 år utgör 32 %, vuxna 15-64 år 63 %, och äldre över 65 år 3,0 %.
Runt Dartang är det mycket glesbefolkat, med 6 invånare per kvadratkilometer. Dartang är det största samhället i trakten. Trakten runt Dartang består i huvudsak av gräsmarker.
Genomsnittlig årsnederbörd är 960 millimeter. Den regnigaste månaden är juni, med i genomsnitt 228 mm nederbörd, och den torraste är december, med 4 mm nederbörd.